# Xanthine oxydase
La xanthine oxydase ou XO, est une oxydoréductase qui catalyse l'oxydation de l'hypoxanthine en xanthine ainsi que l'oxydation de la xanthine en acide urique :
Hypoxanthine + O2 + H2O  {\displaystyle \rightleftharpoons }  xanthine + H2O2.
Xanthine + O2 + H2O  {\displaystyle \rightleftharpoons }  acide urique + H2O2.
Son poids moléculaire étant de 270 kDa, il s'agit d'une protéine de grande taille. Chaque unité enzymatique est liée à deux molécules de flavine (liée sous forme de FAD), deux atomes de molybdène (sous forme de cofacteur à molybdène), et huit atomes de fer (sous forme de clusters fer-soufre).
Chez l'Homme, la xanthine oxydase se retrouve normalement dans le foie et sous une forme non libre dans le sang. En cas d'atteinte hépatique grave, la xanthine oxydase est larguée dans le sang, si bien qu'une mesure sanguine de XO permet de déceler des dommages hépatiques. De plus, vu que la xanthine oxydase fait partie d'une voie métabolique de biosynthèse de l'acide urique, l'allopurinol, qui est un inhibiteur enzymatique de la xanthine oxydase, est utilisé dans le traitement de la goutte.
La xanthinurie est une maladie génétique rare au cours de laquelle le manque de xanthine oxydase entraîne une concentration élevée de xanthine dans le sang et peut provoquer des problèmes de santé tels une insuffisance rénale. Comme il n'y a pas de traitement spécifique, les médecins conseillent aux patients d'éviter les aliments riches en purines et de boire de l'eau en quantité suffisante.

Hypoxanthine 1 atome d'oxygène
Xanthine 2 atomes d'oxygène
Acide urique 3 atomes d'oxygène